# Livilla
(Claudia) Livia Julia (PIR2 L 303), ook bekend als Julia Livilla de Oudere, kortweg Livilla (rond 13 v.Chr. - 31 na Chr.) was een belangrijke persoon in de Julisch-Claudische dynastie tijdens de regeerperiode van Augustus en Tiberius. Zij was de enige dochter van Nero Claudius Drusus en als zodanig vervulde zij een sleutelpositie als bruid voor potentiële opvolgers van haar oom, Tiberius.
Zij had Augustus als oudoom en was een kleindochter van Livia (naar wie ze was vernoemd), zus van Germanicus en Claudius, schoondochter van Tiberius en tante van Caligula, Agrippina minor en Britannicus.
Wij weten weinig over haar relatie met haar familieleden, hoewel Suetonius vertelt dat zij haar jongere broer Claudius verachtte. Want toen ze had gehoord dat hij op een dag keizer zou worden, had zij zich openlijk over zo'n lot voor het Romeinse volk beklaagd. Zij heeft zich misschien verbolgen en jaloers gevoeld tegenover haar schoonzuster Agrippina maior, de arrogante vrouw van Germanicus, met wie zij in ongunstige zin werd vergeleken. Agrippina bleek inderdaad meer erfgenamen te hebben voortgebracht en was veel populairder. Nochtans, vertelt Tacitus ons dat Livilla een opmerkelijk knappe vrouw was, ondanks het feit dat zij als een kind onaantrekkelijk was. Zoals de meeste vrouwelijke leden van de Julisch-Claudische dynastie, was zij mogelijk ook heel ambitieus, vooral dan met betrekking tot de carrière van haar zonen.
Zij was in 1 v.Chr. getrouwd met Gaius Vipsanius Agrippa, oudste kleinzoon en beoogd opvolger van keizer Augustus. Gaius Caesar sneuvelde echter in 4 op 24-jarige leeftijd. Spoedig daarna trouwde zij met haar neef Drusus (zoon van Tiberius). Uit dit huwelijk kreeg zij vrij spoedig een dochter, Julia Drusi Caesaris genaamd.
Toen ze in 19, terwijl men nog steeds aan het rouwen was om de dood van Germanicus, het leven schonk aan een tweeling, Tiberius Gemellus en Germanicus Gemellus genaamd, steeg ze in aanzien bij Tiberius. Het is echter de vraag of Drusus ook daadwerkelijk de vader was. Want rond deze tijd schijnt zij door Lucius Aelius Seianus, de praefectus praetorio van Tiberius, te zijn verleid. Deze had namelijk de ambitie om zelf princeps te worden, waarvoor hij eerst Drusus als potentiële opvolger moest zien uit de weg te ruimen. Antieke bronnen zijn het erover eens dat hij met Livilla als zijn medeplichtige haar echtgenoot vergiftigde. Indien Drusus inderdaad door middel van een langzaam werkend gif werd vermoord, dan was het zo goed gedaan dat zijn dood in 23 een ogenschijnlijk natuurlijke dood was. Toen Seianus in 25 de hand van Livilla vroeg – die hierop bij hem zou hebben aangedrongen – werd dit echter afgewezen door Tiberius.
In 31 stond Tiberius uiteindelijk dan toch toe dat Livilla en Seianus werden verloofd. Maar nog in datzelfde jaar ontving hij van zijn schoonzuster Antonia bewijs dat Seianus een coup plande. Tiberius liet daarop Seianus aanklagen in de senaat, waarop hij werd aangehouden en naar de gevangenis werd gesleept om daar ter dood te worden gebracht. Een bloederige zuiveringsactie barstte daarop los in Rome, waarbij de familie van Seianus en diens aanhangers deelden in zijn lot. Onder de onschuldige slachtoffers van de zuivering waren de kinderen van Seianus. Aelius Strabo, de oudste, was de eerste om te worden geëxecuteerd. Toen ze Seianus' dood vernam pleegde diens ex-vrouw Apicata zelfmoord, na een brief naar Tiberius te hebben gezonden waarin ze beweerde dat Drusus vergiftigd was door haar echtgenoot, met Livilla als medeplichtige. Lygdus, Drusus' schenker, en Eudemus, de arts van Livilla, werden vervolgens gefolterd en schenen de beschuldiging van Apicata te bevestigen. Livilla kwam ook om, hetzij door terechtstelling, hetzij door zelfmoord te plegen. Cassius Dio vermeldt een andere mogelijke versie van haar dood, namelijk dat Tiberius uit achting voor haar moeder Livilla overdroeg aan haar moeder waarop Antonia haar opsloot in haar kamer en liet verhongeren. Op die manier bleef het familieblazoen ongeschonden.
In het begin van 32 stelde de Senaat "verschrikkelijke decreten ... tegen haar standbeelden en herinnering zelf" voor. Er zouden verdere beschuldigingen van overspel tegen haar zijn aangebracht: onder andere met haar arts Eudemus en met de voorname senator Mamercus Aemilius Scaurus.

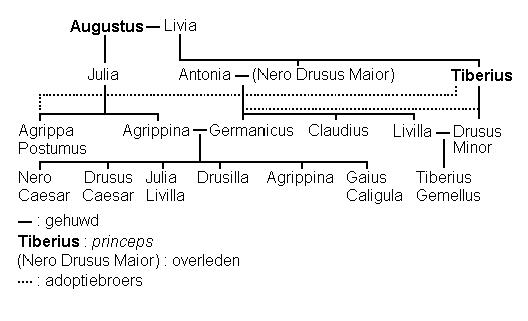
De leden van de Julisch-Claudische dynastie in 14 n. Chr.

De iconografische identificatie van Livilla is nog steeds problematisch, voornamelijk door de damnatio memoriae waaronder haar beelden hebben te lijden gehad. Verscheidene mogelijkheden zijn naar voren geschoven, maar tot nu toe is er geen enkel van algemeen aanvaard. Toch is er voorgesteld om in een portrettype waarvan minstens drie replica's bestaan Livilla te zien. Dit portret, meestal aangeduid als het "Alesia-type", toon het hoofd van een vrouw in de bloei van haar leven en met een haarstijl die duidelijk dateert uit de periode van Tiberius. De fysiognomie is verwant maar niet identiek met die van de portretten van Antonia minor, Livilla's moeder, en sommige replica's lijken tekenen te vertonen van een bewuste beschadiging, wat zou kunnen wijzen op een damnatio memoriae.
Er zouden ook cameeportretten van haar zijn bewaard gebleven.

## Antieke bronnen
- Cassius Dio, LVII 22.2,4b, LVIII 11.6-7, 24.5.
- Plinius maior, Nat. Hist. XXIX 20.
- Suetonius, Tib. 62.1, Claud. 1.6, 2.2.
- Tacitus, Ann. II 43.6, 84.1, IV 3.3-4, 10.2, 12.3, 39.1,3, 40.2-4,7, 60.2, VI 2.1, 29.3.

## Verder lezen
- J. Bellemore, The Wife of Sejanus, in ZPE 109 (1995), pp. 255-266.
- H.I. Flower, Art of forgetting: Disgrace & Oblivion in Roman Political Culture, Chapel Hill, 2006, pp. 169-182.
- R. Hanslik - H. Stegmann, art. Livilla (1), in NP 7 (1999), klm. 368.
- M. Lightman - B. Lightman, art. Livilla, Livia Julia Claudia, in M. Lightman - B. Lightman (edd.), Biographical Dictionary of Ancient Greek and Roman Women: Notable Women from Sappho to Helena, New York, 2000, pp. 147-149. (uitgebreid artikel, geen bibliografische referenties in online versie.)
- E. Meise, Untersuchungen zur Geschichte der Julisch-Claudischen Dynastie, München, 1969, pp. 49-90.
- F. Queyrel, Une princesse Julio-claudienne à Alésia, in Revue archéologique de l'Est et du Centre Est 44 (1993), pp. 411-428.
- M.-Th. Raepsaet-Charlier, Prosopographie des femmes de l’ordre sénatorial (Ier-IIe siècles), I, Leuven, 1987, nr. 239. ISBN 9068310860 (bronnen, bibliografie en familiebanden)
- P. Sinclair, Tacitus' Presentation of Livia Julia, Wife of Tiberius' Son Drusus, in AJPh 111 (1990), pp. 238-256.
- S.E. Wood, Imperial Women: A Study in Public Images, 40 B.C.-A.D. 68, Leiden, 1999, pp. 180-184, 190-202.